# Antonio Palomo Orefice
Antonio Eduardo Palomo Orefice (Maynas, 4 de julio de 1955) es un político peruano. Fue congresista de la república durante el periodo 2000–2001, siendo parte de los ‘trásnfugas’ del fujimorismo y uno de los artífices en la huida de Vladimiro Montesinos a Venezuela mediante el velero ‘Karisma’.

## Biografía
Antonio Palomo nació en la provincia de Maynas, ubicado en la región peruana de Loreto, el 4 de julio de 1955.
En el año 1995, incursionó en el ámbito político cuando fue elegido como regidor de la Municipalidad Provincial de Maynas, durante la gestión de Jorge Chávez Sibina. En 1998, formó parte de la fundación de Fuerza Loretana, movimiento político regional fundado por Yván Vásquez Valera y quien fue elegido ese mismo año como alcalde de Maynas para el periodo 1999–2002.
En las elecciones generales del año 2000, Fuerza Loretana decidió formar alianza con Perú Posible, partido político de Alejandro Toledo con el cual postulaba a la presidencia del Perú y competía contra la tercera reelección de Alberto Fujimori. Palomo integró la lista de candidatos al Congreso de la República con el número 70, siendo la cuota de Fuerza Loretana en los comicios parlamentarios, y resultó electo como congresista de la república, siendo el quinto más votado de la lista de Perú Posible con 49,653 votos preferenciales.
Tras salir electo como congresista, el alcalde Yván Vásquez Valera salió días después anunciando mediante una carta pública que Antonio Palomo habría decidido dejar Perú Posible para pasarse a las filas de Perú 2000, alianza oficialista de Alberto Fujimori en el Congreso. Ante las polémicas, el partido Perú Posible manifestó que no tenían conocimiento de la denuncia y que Palomo había decidido permanecer en la bancada de oposición al gobierno, sin embargo en el día de la juramentación de congresistas para el periodo 2000–2005, Palomo terminó en las filas del fujimorismo y juramentó como congresista oficialista, hecho que fue protestado por los congresistas de la oposición.
Como congresista fue miembro de la Comisión de Asuntos Indígenas. Posteriormente ante la difusión nacional de los Vladivideos, su periodo tuvo que ser reducido hasta el 28 de julio del año 2001 luego de que el presidente Alberto Fujimori anunciara su renuncia presidencial mediante un fax y el Congreso de la República terminara declarando la vacancia presidencial por incapacidad moral, la cual Palomo votó a favor y luego terminó incorporándose en la bancada de Vamos Vecino liderada por Absalón Vásquez.
Tras culminar su cargo de congresista, Antonio Palomo actualmente se mantiene alejado del ámbito político.

## Controversias

### Caso “Transfuguísmo”
Tras pasarse a la filas del fujimorismo, Antonio Palomo fue investigado por una Comisión Especial del Congreso de la República en la cual se interrogó a Vladimiro Montesinos, asesor presidencial de Alberto Fujimori, y éste declaró que Palomo fue llevado a las instalaciones del Servicio de Inteligencia Nacional (SIN) y recibió US$ 20.000 para dejar Perú Posible a cambio de pasarse a Perú 2000. Palomo fue denunciado constitucionalmente por corrupción en el año 2001 y luego fue condenado a cuatro años de prisión suspendida en el año 2008, donde tuvo que pagar una multa de S/1.000,000.

### Fuga de Montesinos
El 19 de diciembre del año 2000, el Congreso de la República aprobó el levantamiento de la inmunidad parlamentaria de Antonio Palomo, tras ser detenido el día domingo por intentar conseguir un salvoconducto para José Francisco Lizier Corbetto, empresario que ayudó a fugar a Vladimiro Montesinos del Perú en el velero “Karisma” en octubre del mismo año.
Palomo fue investigado por el Poder Judicial del Perú y luego en el año 2003, el Poder Judicial condenó a Antonio Palomo a 13 años de cárcel, donde en el año 2005 intentó presentar un pedido de semilibertad la cual no tuvo éxito.